# Cserregő nádiposzáta
A cserregő nádiposzáta (Acrocephalus scirpaceus) a madarak (Aves) osztályának verébalakúak (Passeriformes) rendjébe, ezen belül a nádiposzátafélék (Acrocephalidae) családjába tartozó faj.

## Előfordulása
Európában költ, északon Skandináviáig és az Egyesült Királyság déli részéig, keleten pedig Délkelet- és Közép-Ázsiáig húzódó területein honos. Nádasok, gyékényesek lakója. A trópusi Afrikában telel át.

### Kárpát-medencei előfordulása
Magyarországon rendszeres fészkelő, áprilistól szeptemberig tartózkodik a nádasok környékén.

## Alfajai
- Acrocephalus scirpaceus scirpaceus (Hermann, 1804) – költési területe Európa (keleten Nyugat-Oroszországig és Ukrajnáig), Nyugat-Anatólia, Északnyugat-Afrika, telelni a Szaharától délre vonul;
- Acrocephalus scirpaceus fuscus (Hemprich & Ehrenberg, 1833) – költési területe Kelet-Anatóliától és Ciprustól, az Arab-félszigeten keresztül Kelet-Kínáig, telelni a Szaharától délre vonul.

## Megjelenése
Testhossza 12–13 centiméter, szárnyfesztávolsága 17–21 centiméter, testtömege pedig 9–12 gramm. A tollazat mindkét nemnél egyforma. Nehéz megkülönböztetni az énekes nádiposzátától, de háta többnyire inkább vörösesbarna, hasa pedig világos. Feje csúcsos, a madár torka fehér. Csőre valamivel finomabb, mint az énekes nádiposzátáé. A sötétbarna lábujjain hosszú, horgas karmok vannak, melyekkel a madár átfogja az ágakat. A fiókák, mint minden énekesmadár-fióka, csupaszon bújnak ki a tojásból. Az első tollazat élénkebb rozsdabarna, mint a felnőtt madaraké; a szájüreg és a torok élénksárga.

## Életmódja
A madár félénk, elrejtőzve él. Táplálékai rovarok és pókok. Elérheti a 12 évet is.

## Szaporodása
A cserregő nádiposzáta ivarérettségét egyéves korban éri el. A költési időszak délen május–június között, északon július–augusztus között van. Évente egyszer költ. A fészekalj 3-5, de rendszerint 4 csillogó, halványzöld, sötét pettyes tojásból áll. A tojásokon mindkét szülő kotlik 11-12 napig. A fiatal madarak 11-13 nap múlva repülnek ki.

## Rokon fajok
A cserregő nádiposzáta közeli rokonai az énekes nádiposzáta (Acrocephalus palustris) és a foltos nádiposzáta (Acrocephalus schoenobaenus).

## Képek

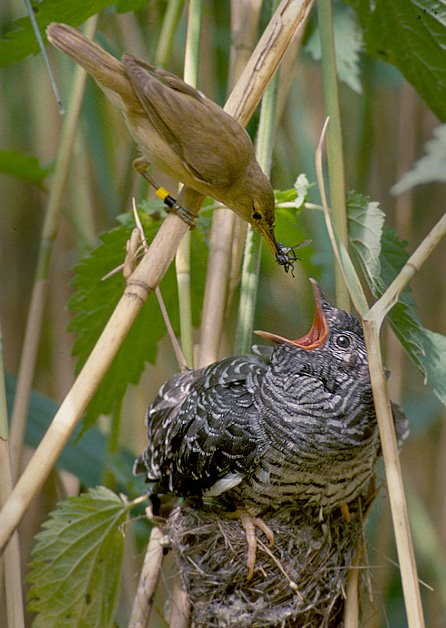
Cserregő nádiposzáta egy kakukkfiókát etet. Ez a faj gyakori nevelőszülője a kakukk kicsinyeinek
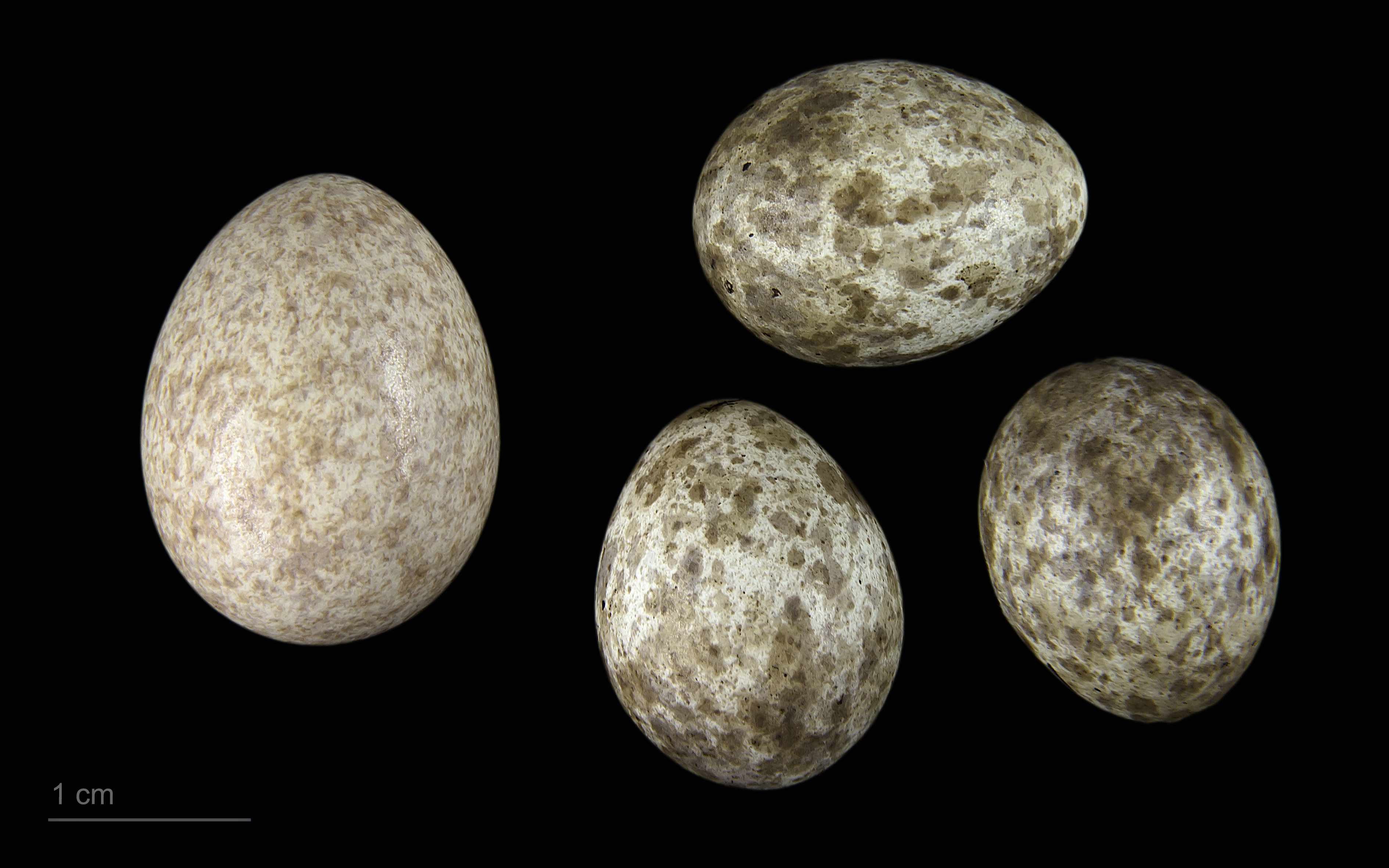
Cuculus canorus canorus + Acrocephalus scirpaceus